# 兵庫クイーンカップ
兵庫クイーンカップ（ひょうごクイーンカップ）は、兵庫県競馬組合が園田競馬場で施行する地方競馬の重賞競走である。

## 概要
元々はアングロアラブ牝馬限定の全国交流重賞競走「全日本アラブクイーンカップ」（2000年だけ「兵庫アラブクイーンカップ」）と題して1981年の同組合設立記念レースとして開催されたものだが、アングロアラブの競走馬が減少してそれ単独でレースを続けることが困難になったことから、2000年の第20回大会を最後としてアラブ重賞としての指定を廃止。サラブレッドとの混合指定競走「兵庫クイーンカップ」として開催されるようになる。
2004年にこの「兵庫クイーンカップ」が重賞に格上げ（実質的には復帰）されたが、競走の性質が異なることから競走の回数はアラブクイーンカップからの加算ではなく2004年度を改めて第1回として開催することとなった。
近畿地方（園田・姫路）、北陸地方（金沢競馬場）、東海地方（名古屋競馬場、笠松競馬場）の中部日本3地区の交流戦として行われてきたが、2020年に西日本交流となり、高知・佐賀所属馬も出走可能となった。
2023年に距離が1870mに延長された。

### 条件・賞金（2024年）
出走条件
サラブレッド系3歳以上牝馬、北陸・東海・近畿・高知・佐賀所属。他地区所属馬の出走枠は5頭
負担重量
定量。3歳54kg、4歳以上55kg。
賞金額
1着700万円、2着245万円、3着140万円、4着105万円、5着70万円。

## 歴代優勝馬

### 重賞格上げ以前
| 施行日         | 優勝馬           | 性齢 | タイム | 優勝騎手   | 管理調教師 |
| -------------- | ---------------- | ---- | ------ | ---------- | ---------- |
| 2001年10月4日  | カントウルーラ   | 牝4  | 1:53.3 | 田中学     | 坂井光政   |
| 2002年10月9日  | マッキーエクセル | 牝3  | 1:50.3 | 赤木高太郎 | 保利照美   |
| 2003年10月15日 | マルサヒロイン   | 牝4  | 1:50.6 | 小牧太     | 橋本和男   |

### 重賞格上げ以降
全て園田競馬場ダートコースで施行。
| 回数   | 施行日         | 距離  | 優勝馬             | 性齢 | 所属   | タイム | 優勝騎手 | 管理調教師 | 馬主                 |
| ------ | -------------- | ----- | ------------------ | ---- | ------ | ------ | -------- | ---------- | -------------------- |
| 第1回  | 2004年11月17日 | 1700m | カーディナルローズ | 牝3  | 西脇   | 1:48.9 | 米田幸治 | 田中範雄   | 岩崎僖澄             |
| 第2回  | 2005年11月16日 | 1700m | キクノジェニー     | 牝6  | 西脇   | 1:51.6 | 田中学   | 田中範雄   | 菊池五郎             |
| 第3回  | 2006年11月15日 | 1700m | ニッシングリン     | 牝5  | 笠松   | 1:49.4 | 東川公則 | 藤田正治   | 星野清藏             |
| 第4回  | 2007年11月14日 | 1700m | クインオブクイン   | 牝5  | 笠松   | 1:49.0 | 濱口楠彦 | 松原義夫   | 中部建材（株）       |
| 第5回  | 2008年11月3日  | 1700m | キーポケット       | 牝4  | 西脇   | 1:51.4 | 板野央   | 吉行龍穂   | 北前孔一郎           |
| 第6回  | 2009年11月19日 | 1700m | ダイナマイトボディ | 牝3  | 名古屋 | 1:48.8 | 倉地学   | 角田輝也   | （有）畠山牧場       |
| 第7回  | 2010年11月17日 | 1700m | エンタノメガミ     | 牝6  | 園田   | 1:50.8 | 板野央   | 中塚猛     | 菅原史博             |
| 第8回  | 2011年10月27日 | 1700m | エーシンブイムード | 牝6  | 園田   | 1:51.4 | 田中学   | 橋本忠男   | 平井豊光             |
| 第9回  | 2012年11月7日  | 1700m | ロッソトウショウ   | 牝7  | 金沢   | 1:50.3 | 吉田晃浩 | 佐藤茂     | トウショウ産業（株） |
| 第10回 | 2013年11月6日  | 1700m | タッチデュール     | 牝4  | 笠松   | 1:51.7 | 東川公則 | 笹野博司   | （有）ホースケア     |
| 第11回 | 2014年11月6日  | 1700m | ラヴフェアリー     | 牝6  | 西脇   | 1:51.9 | 松浦政宏 | 野田忍     | 村上稔               |
| 第12回 | 2015年11月5日  | 1700m | エーシンサルサ     | 牝5  | 園田   | 1:50.3 | 下原理   | 橋本忠男   | 平井克彦             |
| 第13回 | 2016年11月10日 | 1700m | タガノトリオンフ   | 牝4  | 園田   | 1:51.3 | 下原理   | 新子雅司   | 崎川美枝子           |
| 第14回 | 2017年11月9日  | 1700m | タガノトリオンフ   | 牝5  | 園田   | 1:51.5 | 下原理   | 新子雅司   | 崎川美枝子           |
| 第15回 | 2018年11月15日 | 1700m | ナナヨンハーバー   | 牝6  | 園田   | 1:49.7 | 吉村智洋 | 飯田良弘   | 木村公子             |
| 第16回 | 2019年11月8日  | 1700m | ヤマミダンス       | 牝5  | 金沢   | 1:50.0 | 中島龍也 | 中川雅之   | 山下幹夫             |
| 第17回 | 2020年10月30日 | 1700m | マコトパパヴェロ   | 牝6  | 園田   | 1:51.4 | 田中学   | 木村健     | 山口正行             |
| 第18回 | 2021年10月22日 | 1700m | シーアフェアリー   | 牝6  | 名古屋 | 1:52.9 | 岡部誠   | 安部幸夫   | 西村健               |
| 第19回 | 2022年10月27日 | 1700m | ベニスビーチ       | 牝4  | 金沢   | 1:52.0 | 吉原寛人 | 中川雅之   | 吉田勝利             |
| 第20回 | 2023年10月27日 | 1870m | ハクサンアマゾネス | 牝6  | 金沢   | 2:02.8 | 吉原寛人 | 加藤和義   | 河崎五市             |
| 第21回 | 2024年10月30日 | 1870m | ハクサンアマゾネス | 牝7  | 金沢   | 2:04.8 | 吉原寛人 | 加藤和義   | 河崎五市             |

#### 各回競走結果の出典
- 兵庫クイーンカップ - 地方競馬全国協会
- JBISサーチ
  - 2004年，2005年，2006年，2007年，2008年，2009年，2010年，2011年，2012年，2013年，2014年，2015年，2016年，2017年，2018年，2019年，2020年，2021年，2022年，2023年